# U-89 (tàu ngầm Đức) (1941)
U-89 là một tàu ngầm tấn công  Lớp Type VII thuộc phân lớp Type VIIC được Hải quân Đức Quốc Xã chế tạo trong Chiến tranh Thế giới thứ hai. Nhập biên chế năm 1941, nó đã thực hiện được năm chuyến tuần tra, đánh chìm được bốn tàu buôn với tổng tải trọng 13.825 GRT. Trong chuyến tuần tra cuối cùng tại Bắc Đại Tây Dương, U-89 bị máy bay và tàu chiến Anh đánh chìm về phía Bắc quần đảo Azores vào ngày 12 tháng 5, 1943. 

## Thiết kế và chế tạo

### Thiết kế

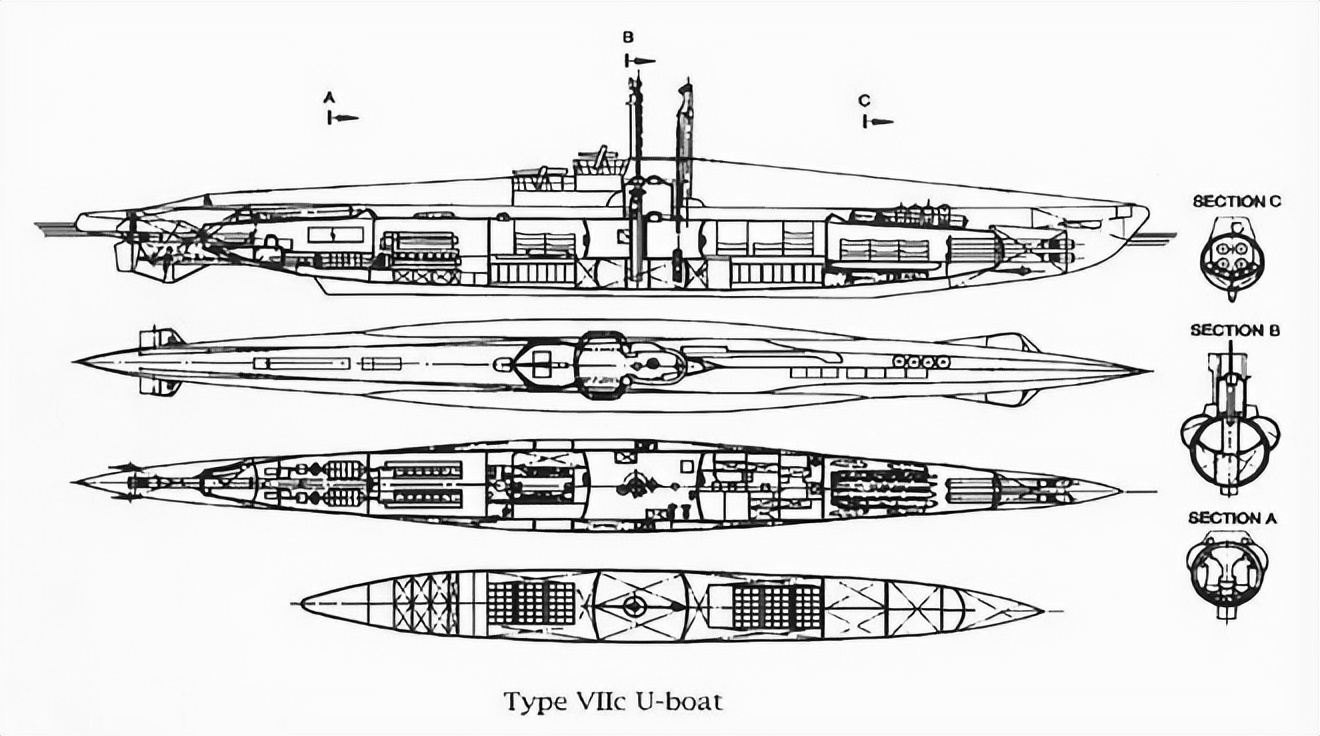
Sơ đồ các mặt cắt một tàu ngầm Type VIIC

Phân lớp VIIC của Tàu ngầm Type VII là một phiên bản VIIB được kéo dài thêm. Chúng có trọng lượng choán nước 769 t (757 tấn Anh) khi nổi và 871 t (857 tấn Anh) khi lặn). Con tàu có chiều dài chung 67,10 m (220 ft 2 in), lớp vỏ trong chịu áp lực dài 50,50 m (165 ft 8 in), mạn tàu rộng 6,20 m (20 ft 4 in), chiều cao 9,60 m (31 ft 6 in) và mớn nước 4,74 m (15 ft 7 in).
Chúng trang bị hai động cơ diesel Germaniawerft F46 siêu tăng áp 6-xy lanh 4 thì, tổng công suất 2.800–3.200 PS (2.100–2.400 kW; 2.800–3.200 bhp), dẫn động hai trục chân vịt đường kính 1,23 m (4,0 ft), cho phép đạt tốc độ tối đa 17,7 kn (32,8 km/h), và tầm hoạt động tối đa 8.500 nmi (15.700 km) khi đi tốc độ đường trường 10 kn (19 km/h). Khi đi ngầm dưới nước, chúng sử dụng hai động cơ/máy phát điện AEG GU 460/8–27  tổng công suất 750 PS (550 kW; 740 shp). Tốc độ tối đa khi lặn là 7,6 kn (14,1 km/h), và tầm hoạt động 80 nmi (150 km) ở tốc độ 4 kn (7,4 km/h). Con tàu có khả năng lặn sâu đến 230 m (750 ft).
Vũ khí trang bị có năm ống phóng ngư lôi 53,3 cm (21 in), bao gồm bốn ống trước mũi và một ống phía đuôi, và mang theo tổng cộng 14 quả ngư lôi, hoặc tối đa 22 quả thủy lôi TMA, hoặc 33 quả TMB. Tàu ngầm Type VIIC bố trí một hải pháo 8,8 cm SK C/35 cùng một pháo phòng không 2 cm (0,79 in) trên boong tàu. Thủy thủ đoàn bao gồm 4 sĩ quan và 40-56 thủy thủ.

### Chế tạo
U-89 được đặt hàng vào ngày 25 tháng 1, 1939, và được đặt lườn tại xưởng tàu của hãng Flender Werke tại Lübeck vào ngày 20 tháng 8, 1940. Nó được hạ thủy vào ngày 20 tháng 9, 1941, và nhập biên chế cùng Hải quân Đức Quốc Xã vào ngày 19 tháng 11, 1941 dưới quyền chỉ huy của Hạm trưởng, Đại úy Hải quân Dietrich Lohmann.

## Lịch sử hoạt động

### 1942

#### Chuyến tuần tra thứ nhất
U-89 khởi hành từ Kiel vào ngày 14 tháng 5, 1942 cho chuyến tuần tra đầu tiên trong chiến tranh. Chiếc tàu ngầm băng qua khe GIUK giữa các quần đảo Shetland và Faroe để vòng qua quần đảo Anh và đi đến khu vực tuần tra phía Tây Ireland. Không đánh chìm được mục tiêu nào, nó kết thúc chuyến tuần tra và đi đến cảng Brest bên bờ biển Đại Tây Dương của Pháp đã bị Đức chiếm đóng, đến nơi vào ngày 27 tháng 5. Brest trở thành căn cứ hoạt động của U-89 trong suốt ba chuyến tuần tra tiếp theo.

#### Chuyến tuần tra thứ hai
Xuất phát từ Brest vào ngày 6 tháng 6 cho chuyến tuần tra thứ hai, U-89 băng qua suốt Đại Tây Dương để hoạt động tại vùng bờ Đông Canada và Hoa Kỳ. Tuy nhiên nó chỉ đánh chìm được tàu đánh cá Canada Lucille M. 54 GRT bằng hải pháo ngoài khơi đảo Cape Sable, Nova Scotia vào ngày 25 tháng 7, trước khi quay trở về Brest vào ngày 21 tháng 8.

#### Chuyến tuần tra thứ ba
Trong chuyến tuần tra thứ ba từ ngày 4 tháng 10 đến ngày 19 tháng 11, U-89 hoạt động tại vùng biển Bắc Đại Tây Dương về phía Đông Nam Greenland và phía Đông Newfoundland, Canada. Nó đã tấn công Đoàn tàu SC 107 ở vị trí về phía Đông mũi Farewell, Greenland, từ ngày 3 tháng 11, đánh chìm chiếc tàu buôn Anh Jeypore 5.318 GRT trong ngày hôm đó và chiếc Daleby 4.640 GRT vào ngày hôm sau. Đến ngày 5 tháng 11, chiếc tàu ngầm bị một máy bay ném bom B-24 Liberator thuộf Liên đội 120 Không quân Hoàng gia Anh tấn công, khiến U-89 bị hư hại đáng kể và buộc phải quay trở về căn cứ.

### 1943

#### Chuyến tuần tra thứ tư
U-89 khởi hành từ Brest vào ngày 24 tháng 1 cho chuyến tuần tra thứ tư, và hoạt động tại vùng biển Bắc Đại Tây Dương về phía Nam Greenland và Iceland. Không đánh chìm được mục tiêu nào, nó kết thúc chuyến tuần tra và đi đến cảng La Pallice, La Rochelle cùng thuộc bờ biển Đại Tây Dương của Pháp, đến nơi vào ngày 28 tháng 3.

#### Chuyến tuần tra thứ năm - Bị mất
Rời cảng La Pallice, Pháp vào ngày 25 tháng 4, U-89 thực hiện chuyến tuần tra thứ năm, cũng là chuyến cuối cùng, tại vùng biển Bắc Đại Tây Dương. Vào ngày 7 tháng 5, nó tấn công Đoàn tàu SL 128 lúc 12 giờ 00, và đã đánh chìm chiếc tàu buôn Hy Lạp Lakonikos (3.803 tấn) tại tọa độ 41°40′B 18°13′T / 41,667°B 18,217°T. Đến ngày 12 tháng 5, tại vị trí về phía Bắc quần đảo Azores, chiếc tàu ngầm bị tấn công bằng mìn sâu thả từ máy bay Fairey Swordfish thuộc Liên đội 811 xuất phát từ tàu sân bay hộ tống HMS Biter, phối hợp cùng tàu khu trục HMS Broadway và tàu frigate HMS Lagan. U-89 bị đánh chìm tại tọa độ 46°30′B 25°40′T / 46,5°B 25,667°T; toàn bộ 48 thành viên thủy thủ đoàn trên tàu đều tử trận.

### "Bầy sói" tham gia
U-89 từng tham gia mười bầy sói:
- Endrass (12 – 17 tháng 6, 1942)
- Tümmler (4 – 7 tháng 10, 1942)
- Panther (10 – 20 tháng 10, 1942)
- Veilchen (20 tháng 10 – 5 tháng 11, 1942)
- Pfeil (1 – 9 tháng 2, 1943)
- Neptun (20 – 28 tháng 2, 1943)
- Wildfang (28 tháng 2 – 5 tháng 3, 1943)
- Burggraf (5 tháng 3, 1943)
- Raubgraf (7 – 15 tháng 3, 1943)
- Drossel (29 tháng 4 – 12 tháng 5, 1943)

### Tóm tắt chiến công
U-89 đã đánh chìm được bốn tàu buôn với tổng tải trọng 13.815 GRT:
| Ngày             | Tên tàu   | Quốc tịch      | Tải trọng | Số phận      |
| ---------------- | --------- | -------------- | --------- | ------------ |
| 25 tháng 7, 1942 | Lucille M | Canada         | 54        | Bị đánh chìm |
| 3 tháng 11, 1942 | Teypore   | United Kingdom | 5.318     | Bị đánh chìm |
| 4 tháng 11, 1942 | Daleby    | United Kingdom | 4.640     | Bị đánh chìm |
| 7 tháng 5, 1943  | Laconikos | Greece         | 3.803     | Bị đánh chìm |